# Otto Th. Nielsen
Otto Thorvald Nielsen (født 9. marts 1919 i Tapdrup, død 27. december 2023 i Viborg) var en dansk agronom og Venstre-borgmester i Viborg Kommune 1972-1985.
Otto Th. Nielsen blev uddannet på Asmildkloster Landbrugsskole december 1941-1942. I 1944-1947 læste han til agronom på Landbohøjskolen i København. Efter afsluttet uddannelse vendte han tilbage til Viborg og blev bl.a. ungdomskonsulent i den lokale landboforening og fra 1951 planteavlskonsulent.
I 1970 blev Otto Th. Nielsen valgt til byrådet for Venstre i den dengang nydannede Viborg Kommune. Han var borgmester i kommunen fra 1972 til 1985.